# 敘利亞-瑪拉巴禮天主教德里久爾總教區
敘利亞-瑪拉巴禮天主教德里久爾總教區 （拉丁語：Archieparchia Trichuriensis）是東儀天主教的一個總教區（敘利亞－瑪拉巴禮），下轄三個教區。
1887年5月20日設宗座代牧區，1923年12月21日設立代利傑里教區，1995年5月18日升為總教區。
總教區位於印度南部喀拉拉邦中部，包括德里久爾縣一部份。2010年有教友470,324名，佔轄區總人口百分之16.9。由453名司鐸名管理201個堂區。現任總主教為安德肋·撒哈特。